# Gecko
Gecko – silnik przeglądarki internetowej o otwartym kodzie źródłowym obsługujący standardy Internetowe rekomendowane przez W3C. Rozpowszechniany jest na licencji MPL.
Silnik Gecko zajmuje obecnie drugie miejsce na świecie pod względem jego wykorzystania, za Blinkiem (wykorzystywanym przez Google Chrome, Operę czy Vivaldiego), a przed Tridentem/EdgeHTML-em (Internet Explorer i Microsoft Edge) oraz WebKitem (wykorzystywanym przez Safari) (dane z września 2017 według serwisu StatCounter).

## Historia
Silnik Gecko został stworzony przez programistów z Netscape Communications w języku C++ dla przeglądarki Netscape Navigator 6.x i Mozilli Application Suite. Początkowo rozwijany był pod nazwą NGLayout lub Raptor, jednak zostały one zmienione na aktualną ze względu na kłopoty prawne. Obecna nazwa pochodzi od gekona, jaszczurki z rodziny Gekkonidae.
31 marca 1998 kod źródłowy Gecko został upubliczniony na wolnej licencji w ramach projektu Mozilla z nadzieją, że społeczność skupiona wokół przeglądarek pomoże w jego szybkim rozwoju. Sam projekt 15 lipca 2003 został przekształcony w Mozilla Foundation, tym samym uniezależniając się od AOL, który przejął już Netscape Communications.

## Obsługiwane technologie
Silnik Gecko obsługuje m.in.:
- HTML 5
- CSS 3
- JavaScript
- XML
- MathML
- XForms
- DOM
- SVG
- RDF.

## Aplikacje oparte na silniku Gecko

### Przeglądarki internetowe
Silnik wykorzystywany jest m.in. przez następujące przeglądarki:
- Firefox
- SeaMonkey (następca Mozilli Application Suite)
- Mozilla Application Suite (projekt obecnie już nierozwijany, następcą jest SeaMonkey)
- Netscape Navigator (6.0 i nowsze)
- Camino (macOS)
- Flock (Windows, macOS, Linux)
- Minimo (przeglądarka przeznaczona dla urządzeń przenośnych)
- Galeon (Linux)
- K-Meleon (Windows)
- uBrowser
- AOL (macOS)
- IBM Web Browser dla OS/2
- Epiphany (GNOME)
- CompuServe 7.0 (Windows)
- Beonex Communicator
- Aphrodite
- Skipstone (Linux)
- Salamander (Linux)
- Q.BATi (macOS)
- Dr. Orca – Avant Browser w wersji Gecko
- Maxthon (wsparcie eksperymentalne)
- Kazehakase (Linux)
- DocZilla (Windows, Linux)
- IceWeasel (Firefox dla dystrybucji Debian)
- GNU IceCat (wolny odpowiednik Firefoksa)
- XeroBank Browser (poprzednio Torpark), bazuje na Firefoksie umożliwia anonimowe korzystanie z Internetu.
- WebQ83 (Linux  pakiety deb source )

### Inne aplikacje
Inne programy wykorzystujące Gecko:
- Mozilla Thunderbird
- ChatZilla (aplikacja IRC)
- Nvu (edytor stron www WYSIWYG)
- KompoZer (edytor stron www WYSIWYG)
- Mozilla ActiveX Control
- Mozilla Calendar (kalendarz i zarządca informacji osobistej)
- Songbird (odtwarzacz muzyki)
- Miro (odtwarzacz muzyki)
- Google AdWords Editor
- WengoPhone (klient VoIP)
- TopStyle edytor
- Democracy Player (aplikacja umożliwiająca oglądanie internetowej telewizji)
- AVS Meter 2
- DAIM
- GencatRSS
- Liferea (agregator nowości dla Linux)
- Mango (klient Jabber)
- Instantbird (komunikator internetowy z wieloma protokołami).